# Hdi jezik
Hdi jezik (hedi, hide, turu-hide, xadi, xedi; ISO 639-3: xed), čadski jezik skupine Biu-Mandara kojim govori 25 000 ljudiu Kamerunu (2001 SIL) u provinciji Far North i 4 000 u Nigeriji (2001 SIL) u državi Borno.
Termin hdi preferira se u Kamerunu gdje se govori u 15 sela, dok u Nigeriji koriste izraz hide. Jedna osnovna škola u Nigeriji. Piše se na latinici.

## Vanjske poveznice
- Xedi, Ethnologue (14th)
- Ethnologue (15th)